# رنا المقداد
رنا رضوان المقداد هي لاعبة كرة قدم لبنانية، من مواليد 18 نوفمبر 1998، تلعب لنادي نجوم الرياضة اللبناني والمنتخب اللبناني.

## الإحصائيات

### دولية
| # | تاريخ        | مكان                         | الخصم                    | نتيجة | حصيلة | مسابقة                               |
| - | ------------ | ---------------------------- | ------------------------ | ----- | ----- | ------------------------------------ |
| 1 | 9 يناير 2019 | ملعب المحرق، المحرق، البحرين | الإمارات العربية المتحدة | 1-0   | 2-0   | بطولة اتحاد غرب آسيا لكرة القدم 2019 |

## روابط خارجية
- رنا المقداد على موقع GSA (الإنجليزية)